# コリン・アルバート・マードック
コリン・アルバート・マードック（Colin Albert Murdoch、1929年2月6日 - 2008年5月4日）はニュージーランドの薬剤師・獣医師であり、多数の医療器具を発明した発明家でもある。
数々の発明の功績によりニュージーランド・メリット勲章を授与されている。

生涯に46の特許を取得したが、他人が自分の発明を使うことには非常に寛容であり、特許権侵害をされても一切の異議申し立てをしなかった。そのため重要な発明が多いにもかかわらず経済的には貧しかったと言われている。

彼は幼少よりディスレクシアがあるため学問の習得には苦労したが、ウエリントン薬科大学を卒業して薬剤師の資格を得ている。さらに彼は獣医師の資格も取得している。
彼の発明の中でも現在でも世界的に使用されている代表的な物に「使い捨ての皮下注射器」と「麻酔銃」がある。